# Odăile, Buzău
Odăile este satul de reședință al comunei cu același nume din județul Buzău, Muntenia, România. Se află în zona înaltă a Subcarpaților de Curbură.